# Kep1er
Kep1er (koreanisch 케플러) ist eine südkoreanische Girlgroup der vierten K-Pop-Generation, die 2021 vom Label Swing Entertainment und Wake One Entertainment gegründet wurde. Der offizielle Fanclub-Name lautet Kep1ian.

## Name
"Kep1er" wurde von den Zuschauern von Girls Planet 999 über die Website Naver vorgeschlagen. Der Name ist ein Verweis auf das Kepler-Sternsystemen, das nach dem Astronomen Johannes Kepler benannt ist.

## Geschichte

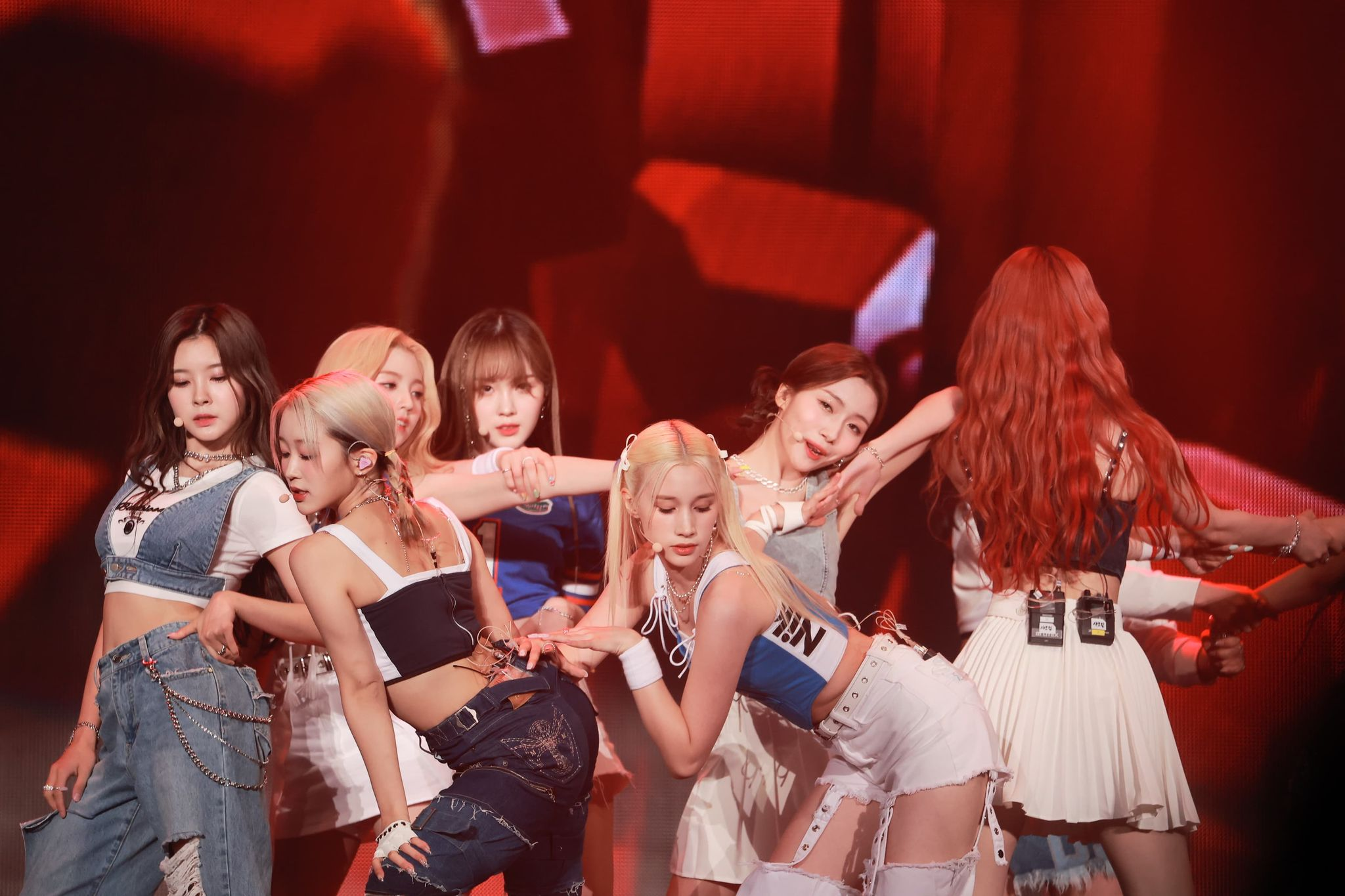
Kep1er Juli 2022

Kep1er wurde durch die Mnet-Reality-Survivalshow Girls Planet 999 gegründet, die vom 6. August bis 22. Oktober 2021 ausgestrahlt wurde. Die Show brachte 99 Teilnehmer aus China, Japan und Südkorea mit, um in einer multinationalen Mädchengruppe zu debütieren. Von den anfänglich 99 Teilnehmern würden nur die ersten neun in die endgültige Aufstellung aufgenommen.
Vor Beginn der Show waren bereits mehrere Gruppenmitglieder in der Unterhaltungsindustrie aktiv. Choi Yu-jin debütierte am 19. März 2015 in der Cube Entertainment-Mädchengruppe CLC mit der EP First Love. Im Jahr 2010 war Kang Ye-seo Mitglied der Mädchengruppe CutieL, bevor sie von 2019 bis 2020 Teil der Busters war.
Kim Da-yeon nahm 2018 an Produce 48 teil und vertrat CNC Entertainment, während Shen Xiaoting am Produce Camp 2020 teilnahm und Top Class Entertainment vertrat. Beide wurden in der ersten Runde eliminiert und belegten in ihren jeweiligen Shows den 70. und 80. Platz. Mashiro Sakamoto, eine Auszubildende bei JYP Entertainment von 2016 bis 2018, erschien in der ersten Episode der Mnet-Reality-Survival-Show Stray Kids als Teil des weiblichen Auszubildenden-Teams, kam aber nicht über die erste Episode hinaus. Nach Produce 48 verließ Da-yeon CNC Entertainment und unterschrieb bei Stardium Entertainment, nur um diese nach ihren gescheiterten Debütplänen wieder zu verlassen. Xiaoting war eine kompetitive moderne Tänzerin, die eine Goldmedaille in einem Tanzsportwettbewerb in Shanghai gewinnen und später den sechsten Platz in einem britischen Wettbewerb belegen konnte.
Kep1er sollte ursprünglich am 14. Dezember 2021 debütieren, wobei die Vorbestellungsmöglichkeit für ihre EP First Impact am 29. November einleitete. Sie sollten ursprünglich auch bei den Mnet Asian Music Awards 2021 am 11. Dezember auftreten. Es wurde jedoch angekündigt, dass das geplante Debüt der Gruppe auf den 3. Januar 2022 verschoben wurde, nachdem einer ihrer Mitarbeiter positiv auf COVID-19 getestet wurde. Ihr Auftritt bei den Mnet Asian Music Awards 2021 wurde ebenfalls abgesagt. Am 14. Dezember wurde bekannt, dass die Gruppenmitglieder Mashiro und Xiaoting positiv auf COVID-19 getestet wurden und sich am 26. Dezember vollständig erholt haben würden.
Am 3. Januar 2022 veröffentlichte Kep1er schließlich ihre Debüt-EP First Impact, wobei "Wa Da Da" als Lead-Single diente. Am 10. Januar 2022 wurde Chae-hyun als neue Co-Moderatorin für das Musikprogramm The Show von SBS MTV neben Yeosang von Ateez und Minhee von Cravity bekannt gegeben. Am 13. Januar 2022 gewann Kep1er ihren ersten Musikprogrammpreis bei M Countdown mit "Wa Da Da". Am 21. Februar 2022 wurde bestätigt, dass Kep1er an der zweiten Staffel der Mnet-Reality-Wettbewerbsshow Queendom teilnehmen würde, die im März 2022 Premiere haben würde. Am 20. Juni veröffentlichte Kep1er ihre zweite EP Doublast mit "Up!" als Lead-Single. Am 3. August veröffentlichte Kep1er ihre erste japanische Single Fly-Up mit "Wing Wing" als Lead-Single. Am 23. September veröffentlichte Kep1er die Promo-Single "Sugar Rush" über Universe Music. Am 13. Oktober veröffentlichten Kep1er ihre dritte EP Troubleshooter, wobei "We Fresh" als Lead-Single diente.
Am 16. Januar 2023 wurde Kep1ers zweite japanische Single Fly-By am 15. März 2023 mit "I do! Do you?" als Lead-Single veröffentlicht. Die Gruppe veröffentlichte am 10. April ihre vierte EP Lovestruck! mit "Giddy" als Lead-Single.
Am 14. Februar 2023 gaben Wake One und Swing Entertainment die Termine für Kep1ers Japan Concert Tour 2023 „Fly-By“ bekannt, die in Aichi und Hyogo stattfindet. Dies ist das erste Mal, dass die Gruppe seit ihrem Debüt eine japanische Arena-Tour abhaltet. Kep1er trat vom 20. bis 21. Mai erfolgreich in Tokio im Kokuritsu Yoyogi Kyōgijō, vom 2. bis 3. Juni in der Aichi Sky Expo und vom 10. bis 11. Juni in der Kobe World Memorial Hall auf.

## Mitglieder
| Name                        | Geburtsname                             | Geburtstag (Alter)     | Geburtsort | Position                    |
| --------------------------- | --------------------------------------- | ---------------------- | ---------- | --------------------------- |
| Yujin 유진                  | Choi Yu-jin 최유진                      | 12. August 1996 (28)   | Jeonju     | Team leader Vocal           |
| Xiaoting 샤오팅             | Shen Xiaoting 沈小婷                    | 12. November 1999 (25) | Chengdu    | Vocal, Main Dance           |
| Chaehyun 채현               | Kim Chae-hyun 김채현                    | 26. April 2002 (22)    | Busan      | Main Vocal                  |
| Dayeon 유키                 | Kim Da-yeon 김다연                      | 2. März 2003 (22)      | Seoul      | Vocal, Main Dance, Main Rap |
| Hikaru 히카루               | Ezaki Hikaru 江崎ひかる                 | 12. März 2004 (21)     | Fukuoka    | Vocal, Main Dance, Main Rap |
| Huening Bahiyyih 휴닝바히에 | Bahiyyih Jaleh Huening 바히에 자레 휴닝 | 27. Juli 2004 (20)     | Seoul      | Vocal                       |
| Youngeun 영은               | Seo Young-eun 서영은                    | 27. Dezember 2004 (20) | Uijeongbu  | Main Vocal, Dance           |
| Ehemalige Mitglieder        |                                         |                        |            |                             |
| Mashiro 마시로              | Sakamoto Mashiro 坂本舞白               | 16. Dezember 1999 (25) | Tokio      | Co leader, Vocal            |
| Yeseo 예서                  | Kang Ye-seo 강예서                      | 22. August 2005 (19)   | Incheon    | Vocal                       |

## Diskografie

### Studioalben
| Jahr                       | Titel Musiklabel            | Höchstplatzierung, Gesamtwochen, AuszeichnungChartplatzierungen (Jahr, Titel, Musiklabel, Platzierungen, Wochen, Auszeichnungen, Anmerkungen) | Höchstplatzierung, Gesamtwochen, AuszeichnungChartplatzierungen (Jahr, Titel, Musiklabel, Platzierungen, Wochen, Auszeichnungen, Anmerkungen) | Anmerkungen                                           |
| Jahr                       | Titel Musiklabel            | KR | JP | Anmerkungen                                           |
| -------------------------- | --------------------------- | --- | --- | ----------------------------------------------------- |
| Südkoreanische Studioalben |                             | | |                                                       |
|                            |                             | | |                                                       |
| 2024                       | Kep1going On Swing, WakeOne | KR5 (6 Wo.)KR | — | Erstveröffentlichung: 3. Juni 2024                    |
| Japanische Studioalben     |                             | | |                                                       |
|                            |                             | | |                                                       |
| 2024                       | Kep1going Swing, WakeOne    | — | JP3 Gold · (11 Wo.)JP | Erstveröffentlichung: 8. Mai 2024 Verkäufe: + 100.000 |

### EPs
| Jahr | Titel Musiklabel               | Höchstplatzierung, Gesamtwochen, AuszeichnungChartplatzierungen (Jahr, Titel, Musiklabel, Platzierungen, Wochen, Auszeichnungen, Anmerkungen) | Höchstplatzierung, Gesamtwochen, AuszeichnungChartplatzierungen (Jahr, Titel, Musiklabel, Platzierungen, Wochen, Auszeichnungen, Anmerkungen) | Höchstplatzierung, Gesamtwochen, AuszeichnungChartplatzierungen (Jahr, Titel, Musiklabel, Platzierungen, Wochen, Auszeichnungen, Anmerkungen) | Anmerkungen                                                |
| Jahr | Titel Musiklabel               | KR | JP | US | Anmerkungen                                                |
| ---- | ------------------------------ | --- | --- | --- | ---------------------------------------------------------- |
| 2022 | First Impact Swing, Wake One   | KR1 Platin · (9 Wo.)KR | JP2 (30 Wo.)JP | — | Erstveröffentlichung: 3. Januar 2022 Verkäufe: + 250.000   |
| 2022 | Doublast Swing, Wake One       | KR2 Platin · (12 Wo.)KR | JP9 (22 Wo.)JP | — | Erstveröffentlichung: 20. Juni 2022 Verkäufe: + 250.000    |
| 2022 | Troubleshooter Swing, Wake One | KR2 Platin · (6 Wo.)KR | JP6 (19 Wo.)JP | — | Erstveröffentlichung: 13. Oktober 2022 Verkäufe: + 250.000 |
| 2023 | Lovestruck! Swing, Wake One    | KR2 (8 Wo.)KR | JP7 (12 Wo.)JP | — | Erstveröffentlichung: 10. April 2023                       |
| 2023 | Magic Hour Swing, Wake One     | KR3 (6 Wo.)KR | JP7 (6 Wo.)JP | — | Erstveröffentlichung: 25. September 2023                   |
| 2024 | Tipi-tap Swing, Wake One       | KR6 (5 Wo.)KR | — | US147 (1 Wo.)US | Erstveröffentlichung: 1. November 2024                     |

### Singles
| Jahr                   | Titel Album                | Höchstplatzierung, Gesamtwochen, AuszeichnungChartplatzierungen (Jahr, Titel, Album, Platzierungen, Wochen, Auszeichnungen, Anmerkungen) | Höchstplatzierung, Gesamtwochen, AuszeichnungChartplatzierungen (Jahr, Titel, Album, Platzierungen, Wochen, Auszeichnungen, Anmerkungen) | Anmerkungen                                                 |
| Jahr                   | Titel Album                | KR | JP | Anmerkungen                                                 |
| ---------------------- | -------------------------- | --- | --- | ----------------------------------------------------------- |
| Südkoreanische Singles |                            | | |                                                             |
|                        |                            | | |                                                             |
| 2022                   | Wa Da Da First Impact      | KR75 (3 Wo.)KR | JP— Platin (Streaming)JP | Erstveröffentlichung: 3. Januar 2022                        |
| 2022                   | Up! Doublast               | — | — | Erstveröffentlichung: 29. Juni 2022                         |
| 2022                   | We Fresh Troubleshooter    | — | — | Erstveröffentlichung: 29. Juni 2022                         |
| 2023                   | Giddy Lovestruck!          | — | — | Erstveröffentlichung: 10. April 2023                        |
| 2023                   | Galileo Magic Hour         | — | — | Erstveröffentlichung: 25. September 2023                    |
| 2024                   | Shooting Star Kep1going On | — | — | Erstveröffentlichung: 3. Juni 2024                          |
| 2024                   | Tipi-tap                   | — | — | Erstveröffentlichung: 2024                                  |
| Japanische Singles     |                            | | |                                                             |
|                        |                            | | |                                                             |
| 2022                   | Fly-Up Kep1going           | — | JP2 Gold · (28 Wo.)JP | Erstveröffentlichung: 7. September 2022 Verkäufe: + 100.000 |
| 2023                   | Fly-By Kep1going           | — | JP3 Gold · (14 Wo.)JP | Erstveröffentlichung: 15. März 2023 Verkäufe: + 100.000     |
| 2023                   | Fly-High Kep1going         | — | JP2 Gold · (13 Wo.)JP | Erstveröffentlichung: 22. November 2023 Verkäufe: + 100.000 |
| 2024                   | Straight Line Kep1going    | — | — | Erstveröffentlichung: 8. Mai 2024                           |

## Auszeichnungen
2022
- Asia Artist Awards – Best Choice Award – Music[39]
- Asia Artist Awards – New Wave Award – Music[39]
- MAMA Awards – Favorite New Artist[40]

2023
- Hanteo Music Awards – Rookie Artist of the Year[41]
- Seoul Music Awards – New Wave Star Award[42]